# 1995 WS7
1995 WS7 är en asteroid i huvudbältet som upptäcktes 27 november 1995 av den japanska astronomen Takao Kobayashi vid Ōizumi-observatoriet.
Asteroiden har en diameter på ungefär 3 kilometer.